# Rrëshen
Rrëshen là một đô thị trong quận Mirditë thuộc hạt Lezhë, Albania. Dân số năm 2005 là 11435 người.